# Scottish League Two 2016-2017
La Scottish League Two 2016-2017 è stata la 23ª edizione del torneo e ha rappresentato la quarta categoria del calcio scozzese.

## Squadre partecipanti
| Squadra         | Città              | Stadio             | Posizione 2015-2016                                             |
| --------------- | ------------------ | ------------------ | --------------------------------------------------------------- |
| Annan Athletic  | Annan              | Galabank Stadium   | 5º posto                                                        |
| Arbroath        | Arbroath           | Gayfield Park      | 9º posto                                                        |
| Berwick Rangers | Berwick-upon-Tweed | Shielfield Park    | 6º posto                                                        |
| Clyde           | Cumbernauld        | Broadwood Stadium  | 3º posto                                                        |
| Cowdenbeath     | Cowdenbeath        | Central Park       | 9º posto in Scottish League One 2015-2016, perdente play-out    |
| Edinburgh       | Edimburgo          | Meadowbank Stadium | Vincitore Lowland Football League 2015-2016, vincitore play-off |
| Elgin City      | Elgin              | Borough Briggs     | 2º posto                                                        |
| Forfar Athletic | Forfar             | Station Park       | 10º posto in Scottish League One 2015-2016                      |
| Montrose        | Montrose           | Links Park         | 8º posto                                                        |
| Stirling Albion | Stirling           | Forthbank Stadium  | 7º posto                                                        |

## Classifica finale
|  | Pos. | Squadra         | Pt | G  | V  | N  | P  | GF | GS | DR  |
|  | ---- | --------------- | -- | -- | -- | -- | -- | -- | -- | --- |
|  | 1.   | Arbroath        | 66 | 36 | 18 | 12 | 6  | 63 | 36 | +27 |
|  | 2.   | Forfar Athletic | 64 | 36 | 18 | 10 | 8  | 69 | 49 | +20 |
|  | 3.   | Annan Athletic  | 58 | 36 | 18 | 4  | 14 | 61 | 58 | +3  |
|  | 4.   | Montrose        | 52 | 36 | 14 | 10 | 12 | 44 | 53 | −9  |
|  | 5.   | Elgin City      | 51 | 36 | 14 | 9  | 13 | 67 | 47 | +20 |
|  | 6.   | Stirling Albion | 47 | 36 | 12 | 11 | 13 | 50 | 59 | −9  |
|  | 7.   | Edinburgh       | 43 | 36 | 11 | 10 | 15 | 38 | 45 | −7  |
|  | 8.   | Berwick Rangers | 40 | 36 | 10 | 10 | 16 | 50 | 65 | −15 |
|  | 9.   | Clyde           | 38 | 36 | 10 | 8  | 18 | 49 | 64 | −15 |
|  | 10.  | Cowdenbeath     | 35 | 36 | 9  | 8  | 19 | 40 | 55 | −15 |

Legenda:

      Campione di League Two e promossa in League One
      Ammesse ai play-off per la League One
      Ammessa ai play-out
Note:

Tre punti a vittoria, uno a pareggio, zero a sconfitta.

## Play-off promozione
Ai play-off partecipano la 2ª, 3ª e 4ª classificata della League Two (Forfar Athletic, Annan Athletic, Montrose) e la 9ª classificata della League One 2016-2017 (Peterhead).

### Semifinali
| Squadra 1      | Totale | Squadra 2       | Andata | Ritorno |
| -------------- | ------ | --------------- | ------ | ------- |
| Montrose       | 1 – 4  | Peterhead       | 1 – 1  | 0 – 3   |
| Annan Athletic | 4 – 6  | Forfar Athletic | 2 – 2  | 2 – 4   |

### Finale
| Squadra 1       | Totale | Squadra 2 | Andata | Ritorno |
| --------------- | ------ | --------- | ------ | ------- |
| Forfar Athletic | 7 – 2  | Peterhead | 2 – 1  | 5 – 1   |

## Play-off retrocessione
Ai play-out partecipano la 10ª classificata della League Two (Cowdenbeath), il campione della Highland Football League 2016-2017 (Buckie Thistle) e il campione della Lowland Football League 2016-2017 (East Kilbride).

### Semifinale
| Squadra 1      | Totale | Squadra 2     | Andata | Ritorno |
| -------------- | ------ | ------------- | ------ | ------- |
| Buckie Thistle | 3 – 4  | East Kilbride | 2 – 2  | 1 – 2   |

### Finale
| Squadra 1     | Totale | Squadra 2   | Andata | Ritorno               |
| ------------- | ------ | ----------- | ------ | --------------------- |
| East Kilbride | 1 – 1  | Cowdenbeath | 0 – 0  | 1 – 1 (dts) (3-5 dcr) |

## Verdetti
- Arbroath: Vincitore della Scottish League Two, promosso in Scottish League One 2017-2018.
- Forfar Athletic: Vincitore dei play-off, promosso in Scottish League One 2017-2018.